# 云南等处行中书省
云南等处行中书省（云南行中书省），为直属元朝朝廷的一级行政区，简称“云南”或“云南省”，在当时民间多简称为云南省、云南行省。云南行中书省为元朝中国本部的10个行中书省（不含征东行省等）之一，辖境包括今云南全部、贵州以及泰国、缅甸北部一些地方等，西与四川等处行中书省接壤。

## 历史
1206年成吉思汗建立了大蒙古国。1253年蒙古征讨大理国，忽必烈率大军从西部取道白兰渡金沙江攻入云南，大理国灭亡。1260年，忽必烈设“大理总管”管辖大理国故土。元史记载「至元十一年（1274年），始置行省，治中慶路，統有三十七路、五府。」，其中「行省」即指「云南等处行省」，正是在大理国故土上设立的，“云南”一名便正式作为行省一级的机构出现。其核心地区在今云南省，下置三十七路、五府，州、县若干，辖境包括今云南全部、贵州南部、四川东部，广西西部以及泰国、缅甸北部一些地方等。
色目人赛典赤（航海家郑和祖先）被任命为“云南行中书省平章政事”，治中庆路（今昆明）。赛典赤在云南改善民族关系，消弭分裂，设置郡县，维护统一，同时大力兴修水利，垦殖土地，推动云南农业迅速发展。在滇、川期间，修路、架桥、设驿站，加强了大西南内地的联系，为早期开发西南边疆做出了重要贡献，同时也保护了伊斯兰教在云南的发展。而元朝时移入云南的蒙古人和色目人成为今天云南蒙古族与回族祖先的重要来源。同时派宗王梁王出镇云南。1382年明军攻破云南，元朝（北元）在云南统治结束。

## 行政區劃
云南等处行中书省，總共治理十個直轄路、一個「軍民總管府」（統轄五個宣慰司）。

### 中慶路
- 昆明縣、富民縣、宜良縣
- 嵩明州
  - 杨林縣、邵甸縣
- 晉寧州
  - 呈貢縣、歸化縣
- 昆陽州
  - 三泊縣、易門縣
- 安寧州
  - 祿豐縣、羅次縣

### 威楚開南路
- 威楚縣、定遠縣
- 鎮南州
- 南安州
  - 廣通縣
- 開南州
- 威遠州

### 武定路
軍民府。
- 和曲州
  - 南甸縣、元謀縣
- 祿勸州
  - 易龍縣
  - 石旧縣
    - 掌鸠甸，法块甸，抹捻甸，曲蔽甸

### 鶴慶路
軍民府。
- 劍川縣

### 麗江路
軍民宣撫司。
- 北胜府
- 順州
- 蒗蕖州
- 永宁州
- 通安州
- 兰州
- 寶山州
- 巨津州
  - 臨西縣

### 雲遠路
軍民總管府。

### 茫部路
軍民總管府。
- 易良州
- 強州

### 蒙慶路
泰定四年（1327），以八百媳婦蠻地置蒙慶宣慰司都元帥府。至正二年（1342），罷。即今緬甸撣邦景棟。
- 孟杰府
- 木安府

### 曲靖宣慰司
曲靖等路宣慰司军民万户府。
- 曲靖路
  -     - 南寧縣

  - 陆凉州
    - 芳华縣、河纳縣。

  - 越州
  - 罗雄州
  - 马龙州
    - 通泉縣

  - 沾益州
    - 交水縣、石梁縣、罗山縣。

### 羅羅斯宣慰司
- 建昌路
- 德昌路
- 會川路
- 柏興府

### 臨安廣西江宣慰司
- 臨安路
- 廣西路
- 元江路

### 大理金齒宣慰司
- 大理路
- 蒙憐路
- 蒙莱路
- 蒙光路
- 柔遠路
- 茫施路
- 鎮康路
- 鎮西路
- 平緬路
- 麓川路